# اکتیو سولار
اکتیو سولار (انگلیسی: Activ Solar) شرکت برق اتریشی است، که در سال ۲۰۰۸ تأسیس شد.